# یواس‌اس لینگاین (سی‌وی‌ئی-۱۲۶)
یواس‌اس لینگاین (سی‌وی‌ئی-۱۲۶) (به انگلیسی: USS Lingayen (CVE-126)) یک کشتی بود. این کشتی در سال ۱۹۴۵ ساخته شد.